# Rogyionovo-nyeszvetajszkajai járás
A Rogyinovo-nyeszvetajszkajai járás (oroszul: Родионово-Несветайский район) Oroszország egyik járása a Rosztovi területen. Székhelye Rogyino-Nyeszvetajszkaja.

## Népesség
- 1989-ben 21 665 lakosa volt.
- 2002-ben 23 391 lakosa volt.
- 2010-ben 23 632 lakosa volt, melyből 21 090 orosz, 945 örmény, 463 ukrán, 142 tabaszaran, 138 török, 81 koreai, 63 fehérorosz, 60 azeri, 53 moldáv, 39 kirgiz, 38 avar, 29 lezg, 27 tatár stb.